# 5324 Lyapunov
Az 5324 Lyapunov (ideiglenes jelöléssel 1987 SL) egy földközeli kisbolygó. Ljudmila Georgijevna Karacskina fedezte fel 1987. szeptember 22-én.